# Любчо Тозия
Любчо Тозия (на македонска литературна норма: Љупчо Тозија) е режисьор и дипломат от Република Македония.

## Биография
Роден е през 1947 г. Завършва Театралната и филмова академия в Загреб в 1974 година.
Дебютира като режисьор в Драматичния театър в Скопие с представлението „Хамлет от Долно Гащани“ през 1973 г. В течение на почти цярата си кариера работи в Македонската радиотелевизия като редактор, сценарист и режисьор. Директор е и едновременно главен и отговорен редактор на Македонската телевизия (МТВ) от 2002 до 2005 г.
Назначен е за посланик на Република Македония в Италия през 2005 г. Умира в Скопие на 9 януари 2018 г.

## Семейство
Съпруг е на актрисата Сабина Айрула-Тозия и баща на режисьора Вардан Тозия. Негов брат е филмовият деец и продуцент Горян Тозия.